# Eleição municipal de Palmas em 2024
A eleição municipal da cidade de Palmas em 2024 ocorreu nos dias 6 de outubro (primeiro turno) e 27 de outubro (segundo turno), com objetivo de eleger prefeito, vice-prefeito e 23 vereadores para a administração da cidade, que se iniciou em 1° de janeiro de 2025 e terminará em 31 de dezembro de 2028. Pela primeira vez, a capital tocantinense teve segundo turno, já que o município possuía menos de 200 mil eleitores nos pleitos anteriores.

## Contexto
Aa eleição municipal de Palmas faz parte das Eleições municipais no Brasil em 2024, realizadas nos 5.569 municícios do país.

### Eleições anteriores
A prefeita titular é Cinthia Ribeiro, do PSDB, que assumiu a prefeitura em 2018 com a renúncia de Carlos Amastha para disputar o Governo do Tocantins, sendo reeleita nas eleições municipais em 2020. Pela legislação eleitoral, Cinthia está em segundo mandato, o que impossibilita a sua reeleição.
No ano de 2024, o município de Palmas ultrapassou pela primeira vez em sua história o número de 200 mil eleitores. Com isso entrou para o grupo de cidades com possibilidade de segundo turno, caso nenhum candidato à prefeitura atinja a maioria dos votos válidos no primeiro turno.
O número de vereadores eleitos para a Câmara Municipal subiu de 19 para 23 parlamentares, como previsto pela Constituição Federal para municípios com mais de 300 mil habitantes.

## Calendário eleitoral
| Início        | Fim           | Atividades | Status    |
| ------------- | ------------- | --- | --------- |
| 7 de março    | 5 de abril    | Janela partidária para vereadores trocarem de partido visando concorrer às eleições sem perder o mandato. | Realizado |
| 6 de abril    | 6 de abril    | Data-limite para todas as legendas e federações partidárias obterem o registro dos estatutos no TSE e para todos os candidatos terem domicílio eleitoral na circunscrição em que desejam disputar as eleições com a filiação deferida pelo partido. | Realizado |
| 15 de maio    | 15 de maio    | Início da campanha de arrecadação prévia de recursos na modalidade de financiamento coletivo para pré-candidatos, sem realização de pedidos de voto e obedecendo a regras relativas à propaganda eleitoral na Internet.                             | Realizado |
| 20 de julho   | 5 de agosto   | Realização de convenções partidárias para deliberar sobre coligações e escolher candidatos às prefeituras e aos cargos de vereador. Os partidos têm até 15 de agosto para registrar os nomes na Justiça Eleitoral.                                  | Realizado |
| 16 de agosto  | 16 de agosto  | Início das campanhas eleitorais de forma igualitária, podendo qualquer publicidade ou manifestação com pedido explícito de voto antes da data ser considerada irregular e multada.                                                                  | Realizado |
| 30 de agosto  | 3 de outubro  | Veiculação da propaganda eleitoral gratuita no rádio e na televisão. | Realizado |
| 6 de outubro  | 6 de outubro  | Realização do primeiro turno das eleições municipais. | Realizado |
| 11 de outubro | 25 de outubro | Veiculação da propaganda eleitoral gratuita no rádio e na televisão para o segundo turno. | Realizado |
| 27 de outubro | 27 de outubro | Realização de um eventual segundo turno nas cidades com mais de 200 mil eleitores em que o candidato a prefeito mais votado não tenha atingido a metade mais um dos votos válidos.                                                                  | Realizado |

## Candidatos

### Quadro de candidaturas
| Nº | Prefeito(a)  | Prefeito(a)             | Prefeito(a)                   | Vice-prefeito(a) | Vice-prefeito(a) | Vice-prefeito(a)      | Vice-prefeito(a)              | Coligação Partido(s)                                                                    | Ref.          |
| Nº | Candidato(a) | Candidato(a)            | Partido Federação             | Candidato(a)     | Candidato(a)     | Candidato(a)          | Partido Federação             | Coligação Partido(s)                                                                    | Ref.          |
| -- | ------------ | ----------------------- | ----------------------------- | ---------------- | ---------------- | --------------------- | ----------------------------- | --------------------------------------------------------------------------------------- | ------------- |
| 20 |              | Eduardo Siqueira Campos | PODE                          |                  |                  | Pastor Carlos Eduardo | Agir                          | Juntos Podemos Agir PODE, Agir e PRTB                                                   | [ 8 ] [ 9 ]   |
| 22 |              | Janad Valcari           | PL                            |                  |                  | Pedro Cardoso         | Republicanos                  | União de Verdade PL, Republicanos, PP, UNIÃO, MDB, Avante, PMB, PRD, DC e Solidariedade | [ 10 ] [ 11 ] |
| 45 |              | Professor Júnior Geo    | PSDB Federação PSDB Cidadania |                  |                  | Ivanete Lima          | PSDB Federação PSDB Cidadania | Palmas Avança Fed. PSDB Cidadania (PSDB, Cidadania), FE Brasil (PT, PCdoB e PV) e PSD   | [ 12 ] [ 13 ] |
| 50 |              | Lúcia Viana             | PSOL Fed. PSOL REDE           |                  |                  | Silvio Sousa          | PSOL Fed. PSOL REDE           | Fed. PSOL REDE Fed. PSOL REDE (PSOL, REDE)                                              | [ 14 ] [ 15 ] |

## Pesquisas eleitorais

### Primeiro Turno
| Instituto                      | Período       | Amostragem | Valcari (PL)         | Siqueira (PODE) | Júnior (PSDB) | Viana (PSOL) | B/N  | NS/NR | Vantagem |     |     |    |    |    |     |
| ------------------------------ | ------------- | ---------- | -------------------- | --------------- | ------------- | ------------ | ---- | ----- | -------- | --- | --- | -- | -- | -- | --- |
| Instituto                      | Período       | Amostragem | Quaest TO-06296/2024 | 16/09 – 18/09   | 704           | 42%          | B/N  | NS/NR | Vantagem | 28% | 16% | 1% | 6% | 7% | 14% |
| Futura TO-09220/2024           | 18/09 – 20/09 | 600        | 49,4%                | 23,0%           | 19,5%         | 0,7%         | 2,1% | 5,2%  | 26,4%    |     |     |    |    |    |     |
| Paraná Pesquisas TO-05716/2024 | 22/09 – 25/09 | 740        | 44,7%                | 27,7%           | 17,2%         | 0,5%         | 5,8% | 4,1%  | 17%      |     |     |    |    |    |     |
| Futura TO-08155/2024           | 27/09 – 30/09 | 600        | 53,5%                | 21,6%           | 16,9%         | 0,7%         | 1,9% | 5,4%  | 31,7%    |     |     |    |    |    |     |
| Fieto/Ipespe TO-02987/2024     | 30/09 – 02/10 | 800        | 50%                  | 27%             | 19%           | 1%           | 2%   | 2%    | 23%      |     |     |    |    |    |     |
| Quaest TO-05035/2024           | 04/10 – 05/10 | 904        | 46%                  | 30%             | 15%           | >1%          | 6%   | 2%    | 16%      |     |     |    |    |    |     |

### Segundo Turno
| Instituto                        | Período       | Amostragem | Valcari (PL)         | Siqueira (PODE) | B/N  | NS/NR | Vantagem |     |     |     |    |    |    |
| -------------------------------- | ------------- | ---------- | -------------------- | --------------- | ---- | ----- | -------- | --- | --- | --- | -- | -- | -- |
| Instituto                        | Período       | Amostragem | Quaest TO-07778/2024 | 12/10 – 14/10   | B/N  | NS/NR | Vantagem | 704 | 43% | 47% | 4% | 6% | 4% |
| FIETO/Veritá TO-03481/2024       | 12/10 – 16/10 | 1.010      | 43,2%                | 50,5%           | 4,2% | 2,1%  | 7,3%     |     |     |     |    |    |    |
| Paraná Pesquisas TO-04187/2024   | 14/10 – 16/10 | 740        | 44,1%                | 47,4%           | 4,9% | 3,6%  | 3,3%     |     |     |     |    |    |    |
| Real Time Big Data TO-09013/2024 | 19/10 – 21/10 | 1.000      | 45%                  | 43%             | 5%   | 7%    | 2%       |     |     |     |    |    |    |
| AtlasIntel TO-00816/2024         | 22/10 – 25/10 | 1.215      | 43,5%                | 53,6%           | 2,4% | 0,5%  | 10,1%    |     |     |     |    |    |    |
| Quaest TO-05245/2024             | 25/10 – 26/10 | 904        | 46%                  | 45%             | 7%   | 2%    | 1%       |     |     |     |    |    |    |

## Resultados

### Prefeito
Fonte: TSE
| Candidato(a)           | Candidato(a)                   | Vice                         | 1º turno 6 de outubro | 1º turno 6 de outubro | 2º turno 27 de outubro | 2º turno 27 de outubro |
| Candidato(a)           | Candidato(a)                   | Vice                         | Votação               | Votação               | Votação                | Votação                |
| Candidato(a)           | Candidato(a)                   | Vice                         | Total                 | %                     | Total                  | %                      |
| ---------------------- | ------------------------------ | ---------------------------- | --------------------- | --------------------- | ---------------------- | ---------------------- |
|                        | Eduardo Siqueira Campos (PODE) | Pastor Carlos Eduardo (Agir) | 51.344                | 32,42%                | 78.673                 | 53,03%                 |
|                        | Janad Valcari (PL)             | Pedro Cardoso (Republicanos) | 62.126                | 39,22%                | 69.684                 | 46,97%                 |
|                        | Professor Junior Geo (PSDB)    | Ivanete Lima (PSDB)          | 44.326                | 27,99%                | Não participaram       | Não participaram       |
|                        | Lúcia Viana (PSOL)             | Silvio Sousa (PSOL)          | 591                   | 0,37%                 | Não participaram       | Não participaram       |
| Total de votos válidos | Total de votos válidos         | Total de votos válidos       | 158.387               | 90,18%                | 148.357                | 95,34%                 |
| → Votos em branco      | → Votos em branco              | → Votos em branco            | 3.484                 | 2,08%                 | 2.746                  | 1,76%                  |
| → Votos nulos          | → Votos nulos                  | → Votos nulos                | 5.425                 | 3,24%                 | 4.502                  | 2,89%                  |
| Total de votos         | Total de votos                 | Total de votos               | 167.296               | 79,85%                | 155.605                | 74,27%                 |
| Abstenções             | Abstenções                     | Abstenções                   | 42.228                | 20,15%                | 53.919                 | 25,73%                 |
| Total de inscritos     | Total de inscritos             | Total de inscritos           | 209.524               | 100%                  | 209.524                | 100%                   |

### Vereadores Eleitos
| Candidato(a)               | Partido      | Votação     | Votação          |
| Candidato(a)               | Partido      | Porcentagem | Total            |
| -------------------------- | ------------ | ----------- | ---------------- |
| Marcio Reis                | PSDB         | 1,84%       | 2.912 (reeleito) |
| Folha                      | PSDB         | 1,67%       | 2.645 (reeleito) |
| Karina Café                | Republicanos | 1,67%       | 2.643            |
| Marilon Barbosa            | Republicanos | 1,42%       | 2.247 (reeleito) |
| Carlos Amastha             | PSB          | 1,42%       | 2.247            |
| Dr. Vinícius Pires         | Republicanos | 1,41%       | 2.227            |
| Marycats da Causa Animal   | Podemos      | 1,40%       | 2.215            |
| Marcos Júnior              | PL           | 1,24%       | 1.962            |
| Wilton do Zé Branquim      | PP           | 1,19%       | 1.892            |
| Joatan de Jesus            | PL           | 1,15%       | 1.821 (reeleito) |
| Thiago Borges              | PL           | 1,14%       | 1.799            |
| Josmundo                   | PL           | 1,13%       | 1.786 (reeleito) |
| Professora Iolanda Castro  | Republicanos | 1,08%       | 1.712 (reeleita) |
| Delma Freitas              | PP           | 1,07%       | 1.701            |
| Juarez Rigol               | PL           | 1,06%       | 1.679            |
| Thamires do Coletivo Somos | PT           | 0,97%       | 1.537            |
| Waldson da Agesp           | PSDB         | 0,96%       | 1.518 (reeleito) |
| Rubens Uchôa               | União        | 0,90%       | 1.427 (reeleito) |
| Balaio                     | Avante       | 0,88%       | 1.399            |
| Débora Guedes              | Podemos      | 0,88%       | 1.390            |
| Walter Viana               | PRD          | 0,81%       | 1.277            |
| Alex Mascarenhas           | MDB          | 0,63%       | 990              |
| Dian Carlos                | SD           | 0,52%       | 818              |